# Andreas Stilianu
Andreas Stilianu (gr. Ανδρέας Στυλιανού, ur. 23 stycznia 1942 w Katikas) – cypryjski lekkoatleta oraz piłkarz występujący na pozycji napastnika. Przez całą karierę związany ze stołecznym APOEL-em. Były trzydziestotrzykrotny reprezentant Cypru.

## Kariera
Stilianu rozpoczął treningi piłkarskie w klubie APO Pafos w 1957. W 1961 wyjechał do Aten, gdzie studiował w Akademii Gimnastycznej i uprawiał lekkoatletykę. Specjalizował się w biegach i skoku w dal, startował w zawodach lekkoatletycznych jako zawodnik Panathinaikosu. Nie porzucił kariery piłkarskiej i przez dwa lata (1961–1963) grał w piłkę nożną w Panioniosie. Po studiach, zdecydował się postawić na piłkę nożną, wrócił na Cypr i przeniósł się do APOEL-u, w którym grał w latach 1963–1977, przeżywając wspaniałą karierę. Był również kapitanem zespołu. Z APOEL-em napastnik zdobył dwa tytuły mistrzowskie i pięć pucharów kraju. Jest trzydziestotrzykrotnym reprezentantem kraju i dwukrotnie był najlepszym strzelcem ligi cypryjskiej. W sezonie 1966/1967, zdobywając 29 goli oraz w sezonie 1970/1971, kiedy zdobył 11 goli, wspólnie z Panikosem Eftimiadisem i Kostasem Wasiliadisem.

## Osiągnięcia

### Klubowe
APOEL
- Mistrzostwo Cypru: 1964/1965, 1972/1973
- Zdobywca Pucharu Cypru: 1967/1968, 1968/1969, 1972/1973, 1975/1976, 1977/1978

### Indywidualne
- Król strzelców Protathlima A’ Kategorias: 1966/1967 (29 goli), 1970/1971 (11 goli)